# Diguetia stridulans
Diguetia stridulans är en spindelart som beskrevs av Chamberlin 1924. Diguetia stridulans ingår i släktet Diguetia och familjen Diguetidae. Inga underarter finns listade i Catalogue of Life.